# وركان
وركان هي قرية في مقاطعة كاشان، إيران. يقدر عدد سكانها بـ 796 نسمة بحسب إحصاء 2016.